# Nílusi krokodil

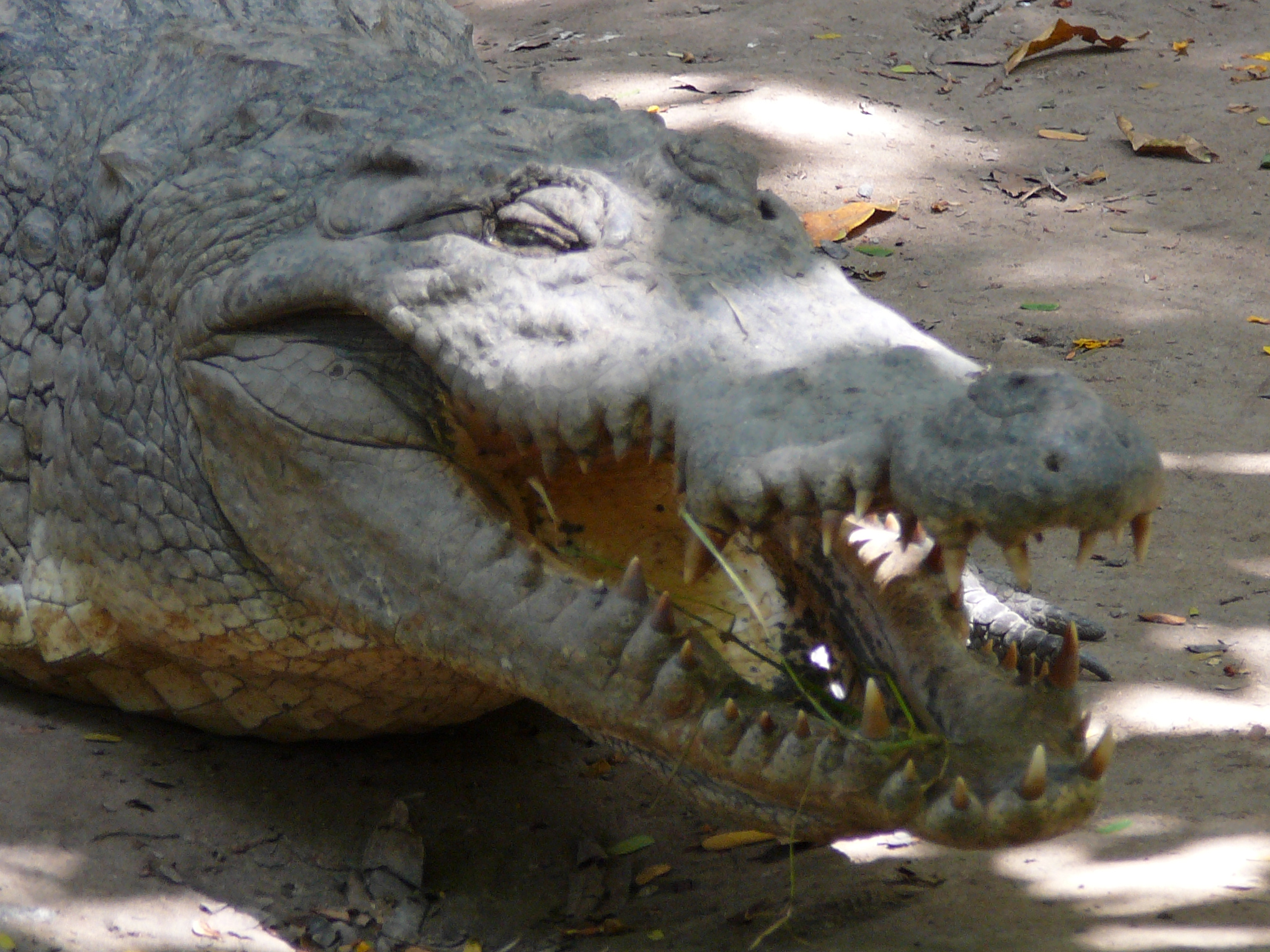
Nílusi krokodil portré

A nílusi krokodil (Crocodylus niloticus) a hüllők (Reptilia) osztályába, a krokodilok (Crocodilia) rendjébe, ezen belül a krokodilfélék (Crocodylidae) családjába tartozó faj.

## Elterjedése
Afrikában a Szaharát és a kontinens déli részét kivéve mindenhol előfordul. Madagaszkáron is megtalálható. Melegvízű folyópartokon, vagy tavaknál él, a víz kiszáradása esetén elvándorol.

## Alfajai
Hatalmas elterjedési területéből adódóan hét alfaját különítik el, ezek a következők:
- Crocodylus niloticus niloticus – etióp nílusi krokodil
- Crocodylus niloticus pauciscutatus – kenyai nílusi krokodil
- Crocodylus niloticus africanus – kelet-afrikai nílusi krokodil
- Crocodylus niloticus suchus – közép-afrikai nílusi krokodil
- Crocodylus niloticus chemses – nyugat-afrikai nílusi krokodil
- Crocodylus niloticus corviesi – dél-afrikai nílusi krokodil
- Crocodylus niloticus madagascariensis – madagaszkári nílusi krokodil

## Megjelenése
Átlagos hossza 2,5–5 méter, de egyes hím példányok a 6,1 métert és a 907 kilogrammot is meghaladhatják. A legnagyobb lemért példány 6,45 méter hosszú volt és 1043–1089 kilogramm tömegű lehetett. Egyes vélemények szerint a legnagyobb példányok a 7 métert is elérhetik. Rejtő színe: felül barnás zöld, a hasi oldalon szennyes sárga. Megnyúlt lapos fejének felső részén emelkednek ki szemei és orrnyílásai.

## Életmódja
Nem nevezhető társas állatnak, annak ellenére, hogy néha csoportosan vadászik. Bár élőhelyükön viszonylag kis területen több egyed is él, ám egymással szemben nagyon territoriálisak, és egy adott folyószakaszon, vagy tavi partszakaszon szigorú rangsor alakul ki közöttük. A felnőtt egyedeknek gyakorlatilag nincs természetes ellenségük, ám a tojásokra és a fiatalokra a varánuszoktól a mongúzokon át a hiénákig sok állat jelent veszélyt.
A fiatalok eleinte vízi gerinctelenekkel táplálkoznak, de hamarosan áttérnek a kisebb gerincesek (halak, kétéltűek, hüllők) fogyasztására.
A kifejlett állatok nagy testű emlősöket is zsákmányul ejtenek: antilopot, zebrát, fiatal vízilovat, de akár nagymacskát is, néha embert is zsákmányolhatnak. Táplálékuk nagy részét azonban halak és egyéb kisebb gerincesek képezik. Előfordul, hogy csapatosan vadásznak. Ilyenkor több egyed együtt tereli össze a halakat, majd a köztük meglévő rangsor alapján fogyasztanak az összeterelt halrajból.
Erős állkapcsával megragadja, majd a víz alá húzza nagy testű áldozatát és az ott megfullad. Mivel rágni nem tud, a nagyobb állatokat többen összefogva tépik szét, jellegzetes halálforgás közben. A krokodilnak szélsőséges hőmérsékletet kell elviselnie. Ha hideg van, a parton szundikál, a forró nap elől az árnyékba menekül vagy a vízbe merül. Változó a testhőmérséklete.

## Szaporodása
A krokodilok ivarérettsége nem a kor, hanem a testméret függvénye. A nőstények kb. 2,6, míg a hímek kb. 3,1 méteresen lesznek ivarérettek, általában 6-7 éves korukra. A párzási idő többnyire novembertől decemberig tart. A párzás után két hónappal a nőstények a víztől néhány méterre, a parti homokba ássák mintegy 50 cm mély fészküket. A 25-50 fehér, kemény héjú tojást az anyaállat 90 napig őrzi. A tojásból kikelő krokodil nemét nem csak a genetika, hanem a költési idő középső harmadában a fészek átlagos hőmérséklete határozza meg. Ezt „hőmérséklet-függő nemi meghatározottságnak” nevezik. Ha a fészekben ez az átlag hőmérséklet 31,7 °C és 34,5 °C között van, kizárólag ekkor születnek hímek. 31,7 °C alatti, vagy 34,5 °C fölötti hőmérséklet esetén nőstények születnek.
A kikelt kis krokodilok 30 centiméteresek, az anya félelmetes fogaival összeszedi a kicsiket és a folyóhoz szállítja őket. Az anya akár két évig is védelmezi utódait. Csak néhány példány éli meg a felnőttkort.
|  |  |

## Természetvédelmi helyzete
Bár egyes területeken számuk megfogyatkozott, a megfelelő védelemnek is köszönhetően nem tekinthető veszélyeztetett fajnak. Vadon élő állományukat mintegy 250 000-500 000 példány alkotja. Az emberek azonban sok helyen vadásszák: elsősorban a bőrük miatt, másrészt pedig azért, mert veszélyt jelenthetnek rájuk és háziállataikra. Többnyire visszaszorulóban van a bőrükkel való illegális kereskedelem. Húsát sok helyen fogyasztják is. A nílusi krokodil az egyik leggyakrabban tenyésztett fajta a krokodiltelepeken.
Megfelelő természetvédelmi programok jelenleg elsősorban Kelet- és Dél-Afrikában zajlanak, a jövőben mindenképpen szükséges lenne ezek kiterjesztése Közép- és Nyugat-Afrikára.

## Krokodilok és az ember

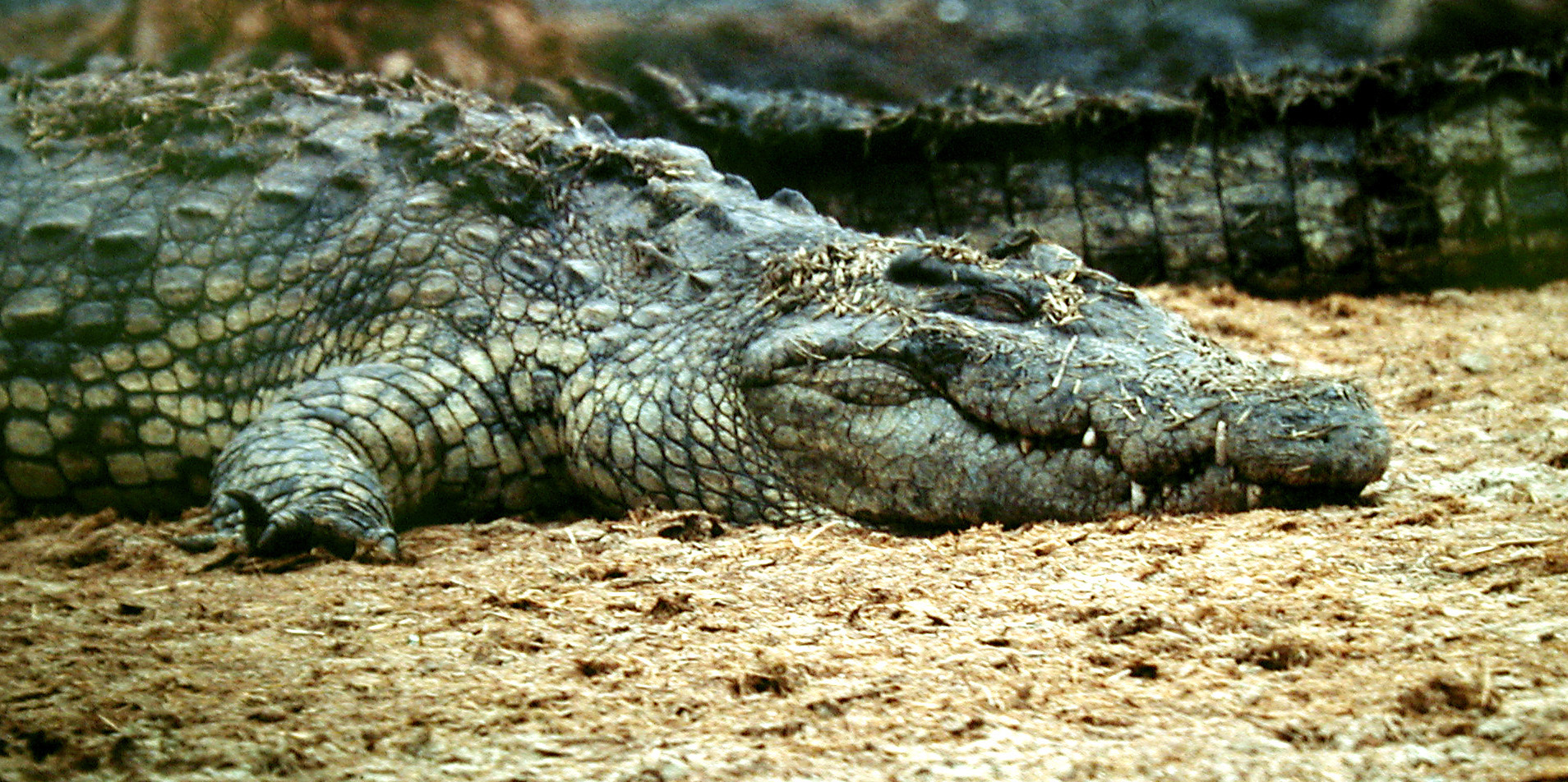
Alvó krokodil

Az ókori Egyiptomban a nílusi krokodilt Szobek folyamisten megtestesüléseként tisztelték, egyes példányait templomokban tartották, haláluk után pedig mumifikálták.
A krokodilok állatkerti tartására a látogatók részéről – legalábbis a hüllők közül – a legnagyobb az igény. Hatalmas méretükkel, valamint ragadozó – sőt, akár emberevő – voltuk miatt lenyűgözik az embereket. Emellett azonban nem szabad figyelmen kívül hagyni azt sem, hogy a krokodilok több faja az emberi tevékenységek hatására lett veszélyeztetett, így a nílusi krokodil bemutatása is környezettudatos viselkedésre nevel. A nílusi krokodil világszerte gyakori állatkerti állatnak számít, Magyarországon azonban csak két állatkertben láthatóak: Budapesten és Debrecenben.
Bár Afrikában több helyen is fogyasztják a húsát, ennek ellenére a nílusi krokodil húsának szaga meglehetősen büdös, zsíros textúrájú és élvezhetetlen, ellentétben a sokkal ízletesebb és inkább fogyasztott bordás krokodiléval, a mississippi aligátoréval és a bordás és sziámi krokodil keresztezéséből létrehozott hibrid fajéval.

## Képek

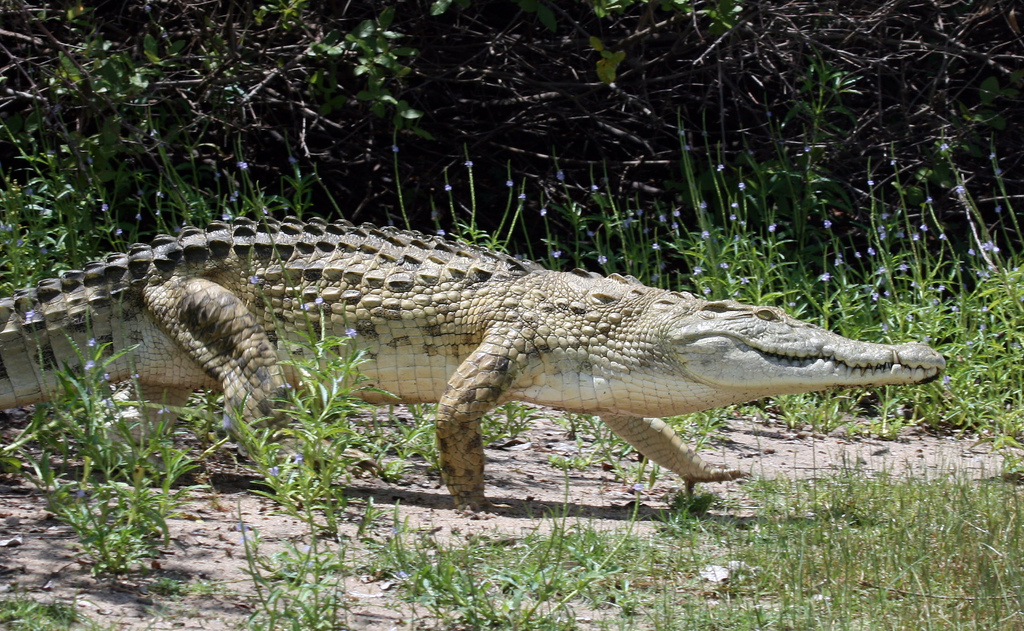
Séta a szárazföldön
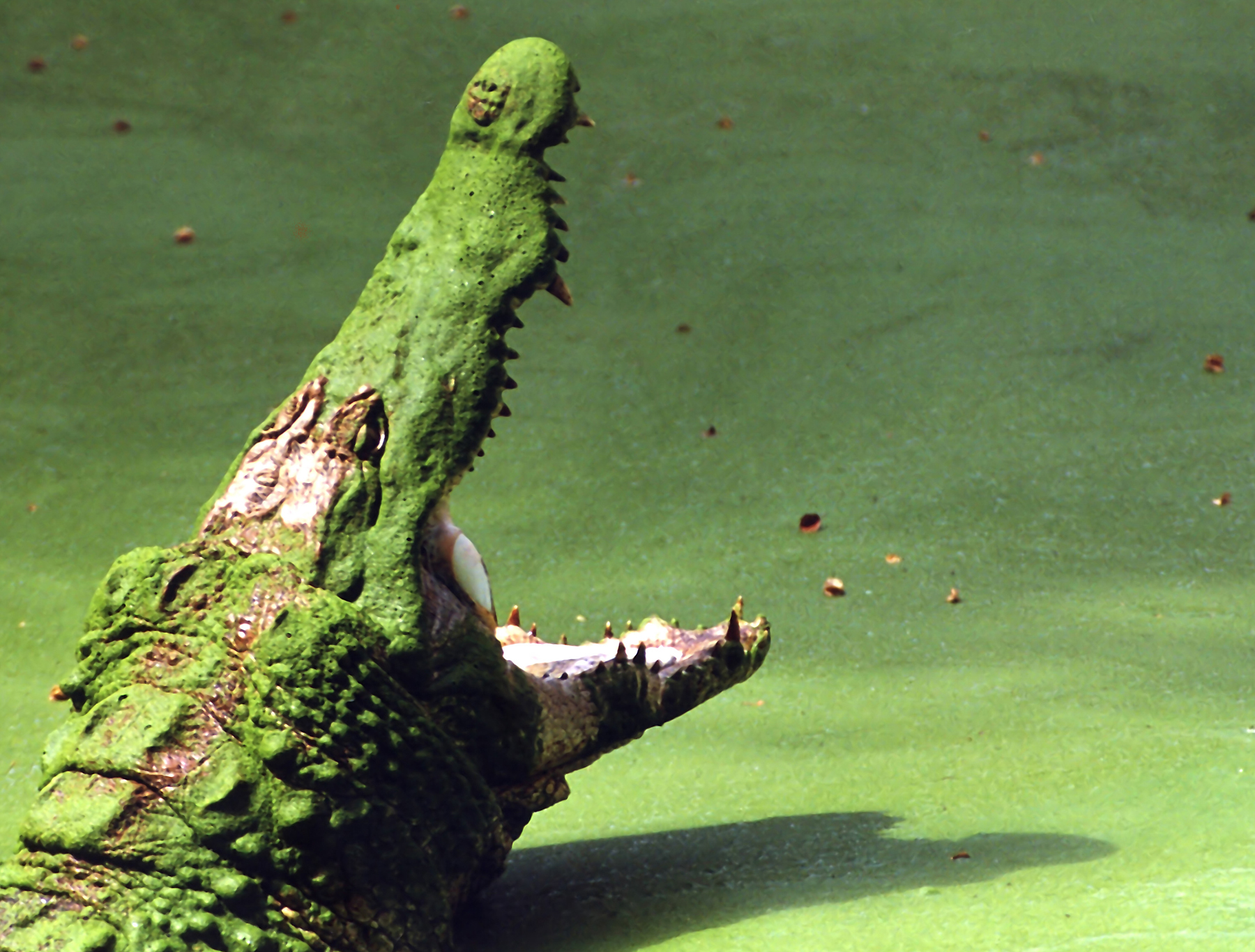
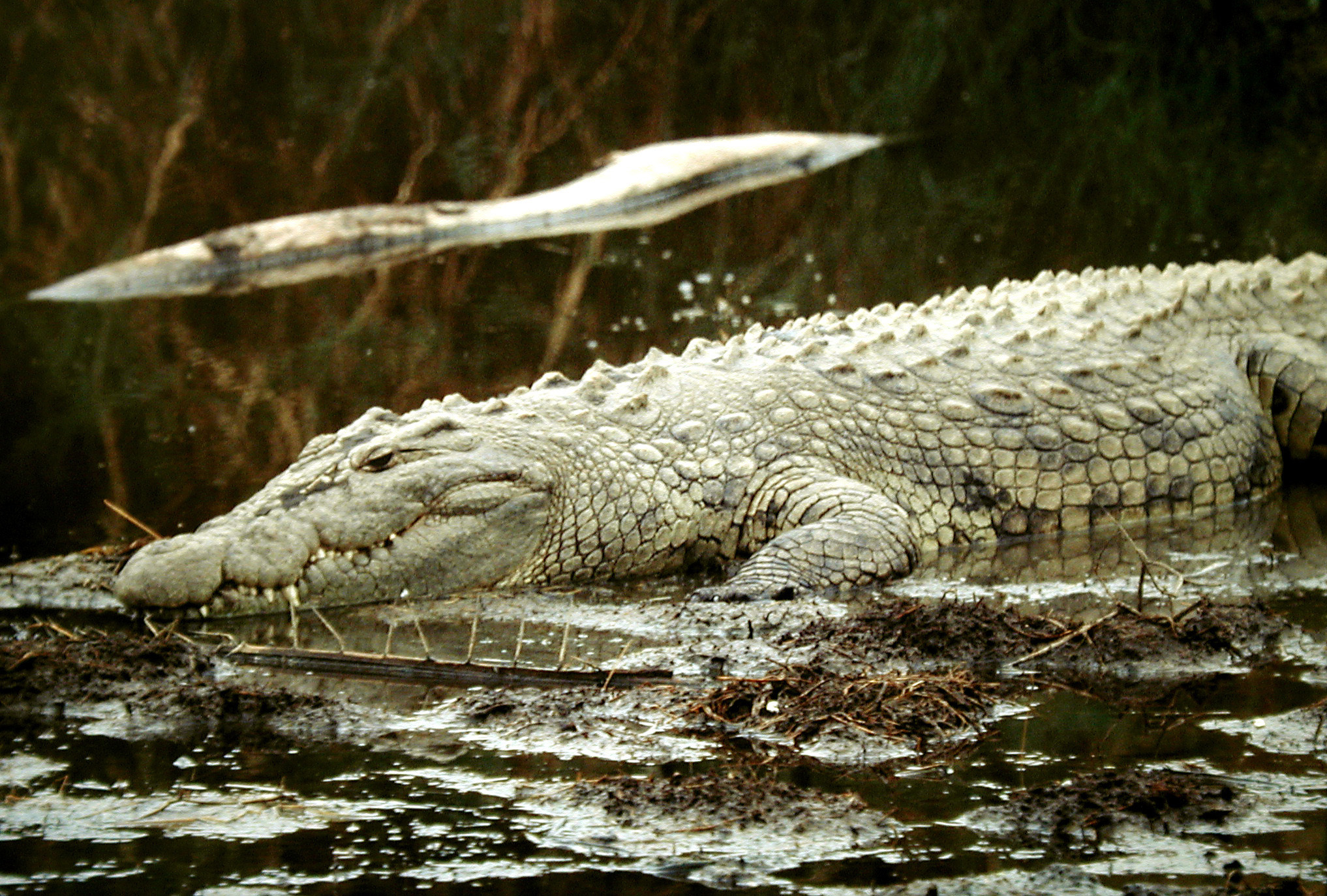
Az iszapban
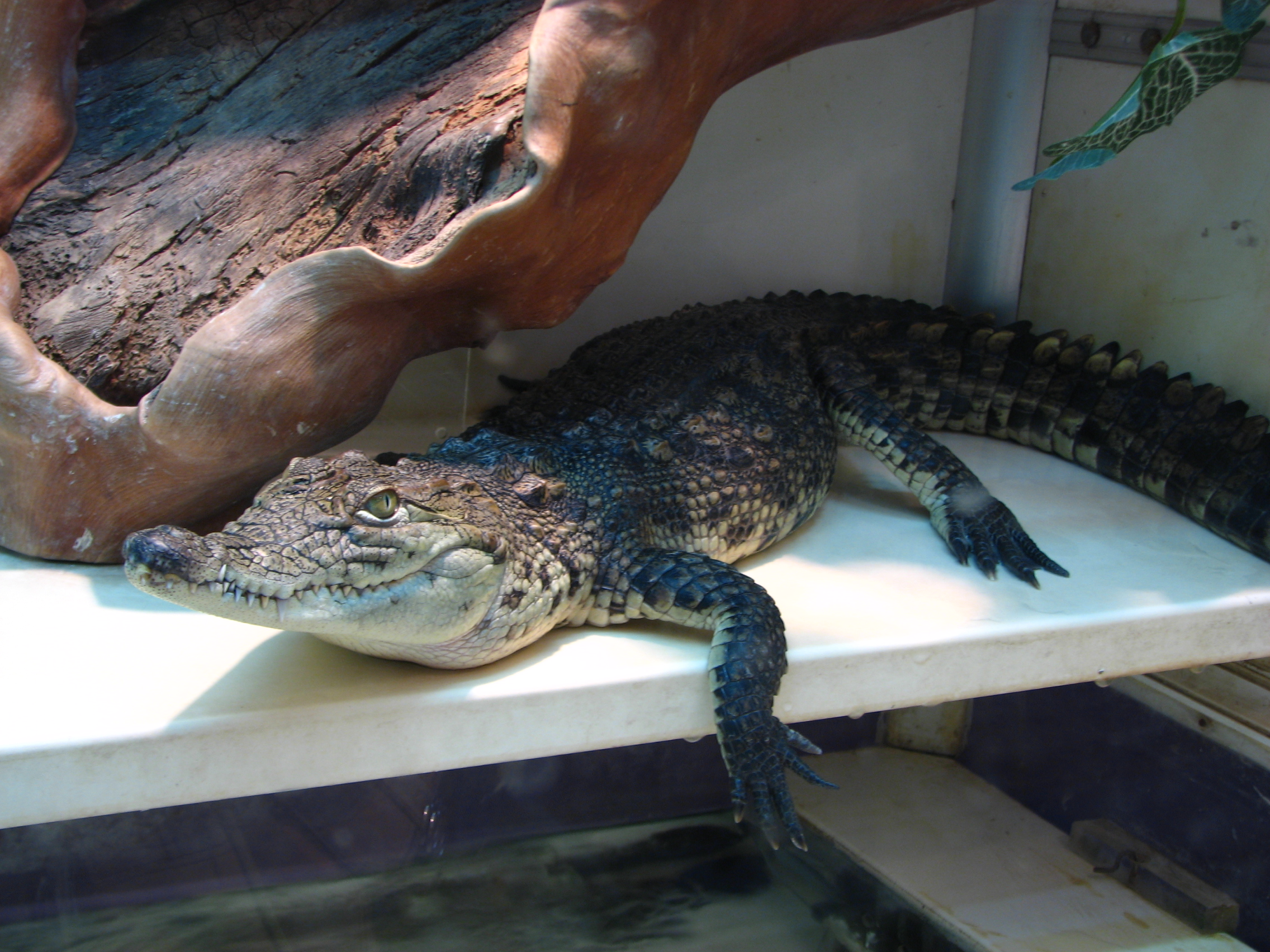
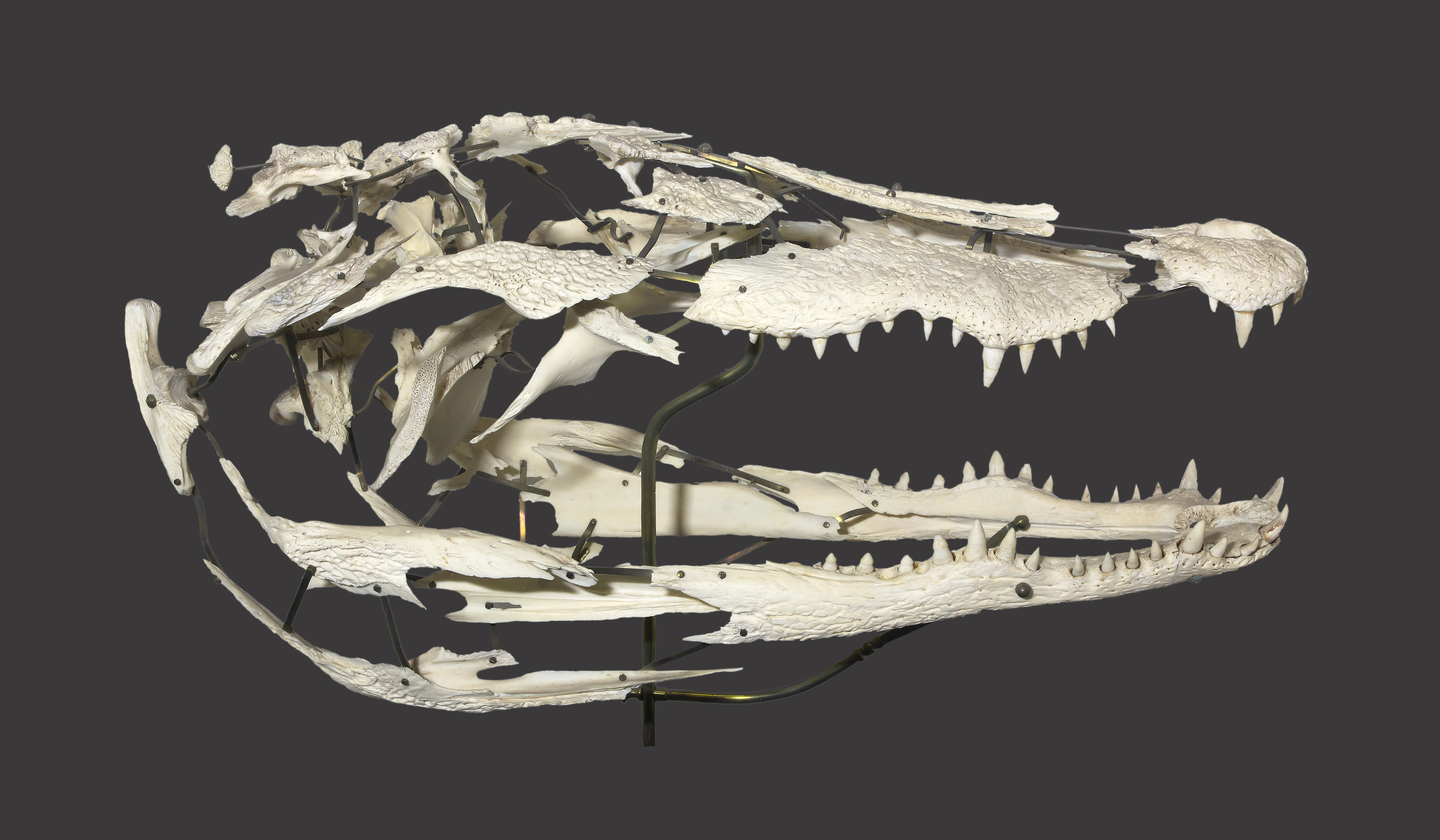
Nílusi krokodil koponyája, méretei: 70 x 35 x 38 cm